# 毛伯卫
毛伯卫（？—前594年），春秋时期毛国国君，伯爵。鲁文公元年（前626年）夏四月丁巳，安葬鲁僖公。周襄王派毛伯卫到鲁国册封鲁文公，叔孙得臣到周王室拜谢天子。鲁文公九年（前618年）春，毛伯卫去鲁国求金。鲁宣公十五年（前594年）夏，王孙苏派王子捷杀召戴公及毛伯卫，立召桓公襄。
| 前任： ' | 毛国国君 ？—前594年 | 繼任： 毛伯过 |